# Епически песни (1896)
 Тази статия е за стихосбирката на Пенчо Славейков от 1896 година.  За стихосбирката от 1907 година вижте Епически песни.  
„Епически песни. Книга първа“ е стихосбирка на българския поет Пенчо Славейков от 1896 година. Публикувана е в Пловдив от издателя Драган Манчов и включва 42 стихотворения.
През 1898 година Славейков издава нейно продължение със заглавие „Блянове“ и подзаглавие „Епически песни. Книга втора“. През 1902 година двете части са издадени в обща книга – луксозно издание с ограничен тираж от само 13 екземпляра. През 1907 година излиза изцяло преработена стихосбирка, също озаглавена „Епически песни“, която включва около половината от стихотворенията в първите книги и няколко невключени в тях, като част от стиховете са преработени.